# Grosvenor Gallery

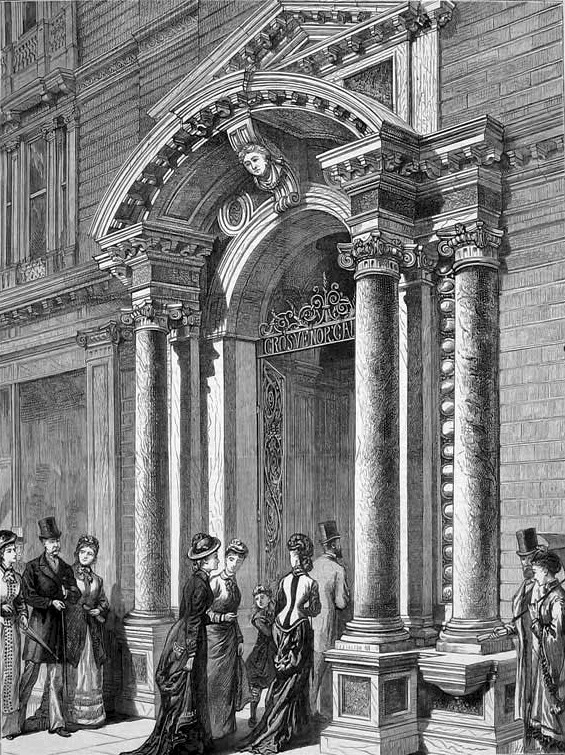
Entrada de la Grosvenor Gallery, publicado en The Graphic, 19 de mayo de 1877.

La Grosvenor Gallery fue una galería de arte situada en Londres y fundada en 1877 por Sir Coutts Lindsay y su mujer Blanche. Sus primeros directores fueron J. Comyns Carr y Charles Hallé. La galería fue crucial para el Esteticismo porque proporcionó un hogar a aquellos artistas cuyos acercamientos a la Academia Real, más clásica y conservadora, no fueron bienvenidos, tales como Edward Burne-Jones y Walter Crane.

## Historia

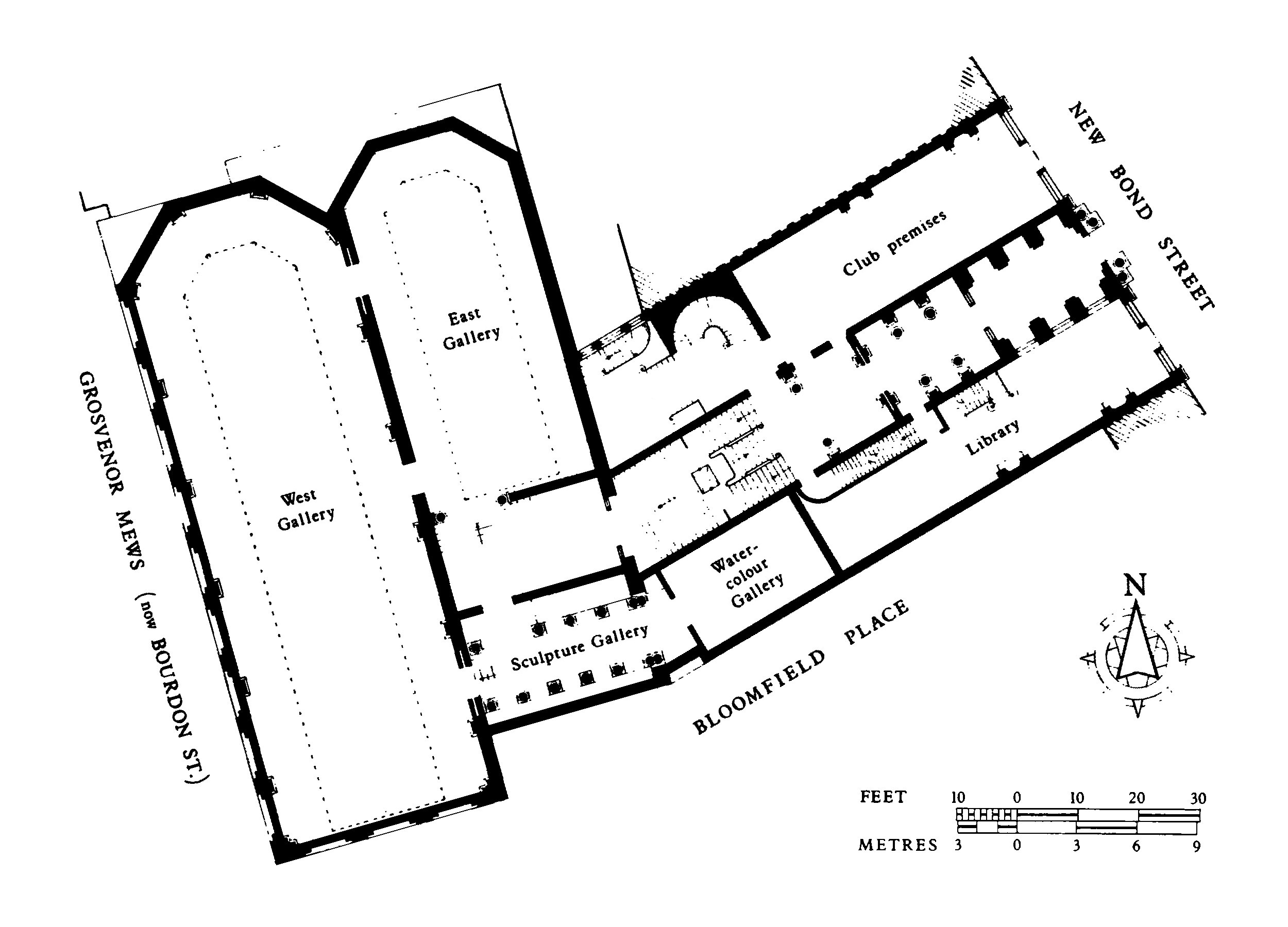
Plano de la Grosvenor Gallery (1899)

La galería fue abierta en Bond Street, Londres, en 1877 por Sir Coutts Lindsay y su mujer Blanche. Se comprometieron con J. Comyns Carr y Charles Hallé como codirectores. Lindsay y su esposa eran de buenas familias y estaban bien conectados, ambos eran también artistas amateurs. Blanche pertenecía a la familia Rothschild, y fue gracias a su dinero que la empresa fue posible.

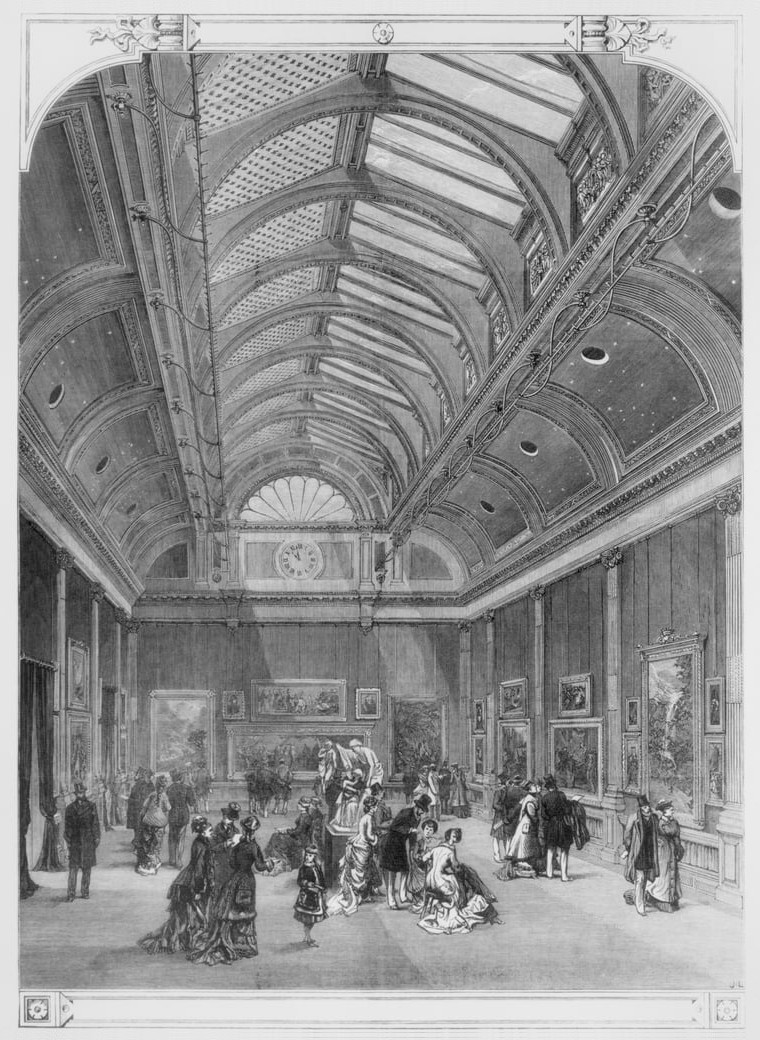
Interior de la Grosvenor Gallery - West Gallery, publicado en The Illustrated London News, el 5 de mayo de 1877.

La Grosvenor expuso trabajos de artistas que no estaban integrados en el principal movimiento artístico británico, incluyendo a Edward Burne-Jones, Walter Crane y otros miembros de la Hermandad Prerrafaelita. En 1877 John Ruskin visitó la galería para ver los trabajos de Burne-Jones durante una exposición de pinturas realizadas por James McNeill Whistler. La intensa revisión de Ruskin sobre el trabajo de Whistler condujo a un famoso caso de difamación, dirigido por el artista contra el crítico. Whistler ganó un cuarto de penique por los daños. Este caso hizo ganar fama a la galería y fue considerada como la casa del movimiento Estético, que fue satirizado por Gilbert and Sullivan, al incluir la línea, «greenery-yallery, Grosvenor Gallery».
En 1888, después de un desacuerdo con Lindsay, Comyns Carr y Hallé dimitieron para fundar la New Gallery, llevándose a Burne-Jones y a otros artistas de la Grosvenor Gallery. La ruptura de su matrimonio, sus limitaciones financieras y los conflictos personales forzaron a Lindsay a irse de la galería, cuya dirección fue tomada por su exesposa.

## Estación generadora de electricidad
Al regresar de la Exposición de París de 1882, el Conde de Crawford, recomendó a Lindsay que instalase la novedosa luz eléctrica en la galería. En 1883, se colocaron dos motores Marshall, cada uno con un alternador de Siemens. Se instalaron en un patio detrás de la galería. La instalación fue un éxito y los vecinos empezaron a pedir suministro eléctrico. Lindsay, Crawford y Lord Wantage crearon entonces el Sir Coutts Lindsay Co. Ltd., y en 1885 construyeron la central eléctrica de Grosvenor.
Se construyó bajo la galería y tenía una capacidad de 1.000 kilovatios. La estación suministró fluido a un área que llegaba hasta Regent's Park al norte, hasta el río Támesis al sur, hasta Knightsbridge al oeste y hasta el Tribunal Supremo de Justicia al este. Sin embargo el sistema causó muchos problemas, tantos que Sebastian Ziani de Ferranti aconsejó en cuanto a cómo resolver el problema en 1885; alrededor de enero de 1886 Ferranti comenzó a trabajar como ingeniero jefe y en unos meses reconstruyó el sistema para incluir un motor Hick Corliss y dos alternadores de diseño propio como sustitutos del equipamiento Siemens. La estación se convirtió en una subestación con la apertura de la Deptford Power Station.